# Athanasia
Athanasia es un género de plantas pertenecientes a la familia Asteraceae. Comprende unas 100 especies originarias de Sudáfrica.

## Taxonomía
El género fue descrito por Carlos Linneo y publicado en  Species Plantarum, Editio Secunda 2, 1180, en el año 1763.  La especie tipo es Athanasia crithmifolia (L.) L. 
Etimología
Athanasia: nombre genérico que deriva de las palabras griegas: a = "sin", y thanatos = "muerte", en alusión a las brácteas involucrales secas persistentes, es decir, las brácteas alrededor de las flores, que permanecen en la planta mucho tiempo después de que haya terminado la floración.

## Especies
- Athanasia adenantha
- Athanasia alba
- Athanasia bremeri
- Athanasia calophylla
- Athanasia capitata
- Athanasia cochlearifolia
- Athanasia crenata
- Athanasia crithmifolia
- Athanasia cuneifolia
- Athanasia dentata
- Athanasia elsiae
- Athanasia filiformis
- Athanasia flexuosa
- Athanasia grandiceps
- Athanasia hirsuta
- Athanasia humilis
- Athanasia imbricata
- Athanasia inopinata
- Athanasia juncea
- Athanasia leptocephala
- Athanasia linifolia
- Athanasia microcephala
- Athanasia microphylla
- Athanasia minuta
- Athanasia oocephala
- Athanasia pachycephala
- Athanasia pectinata
- Athanasia pinnata
- Athanasia pubescens
- Athanasia quinquedentata
- Athanasia rugulosa
- Athanasia scabra
- Athanasia sertulifera
- Athanasia spathulata
- Athanasia tomentosa
- Athanasia trifurcata
- Athanasia vestita
- Athanasia virgata
- Athanasia viridis